# Timuridenreich

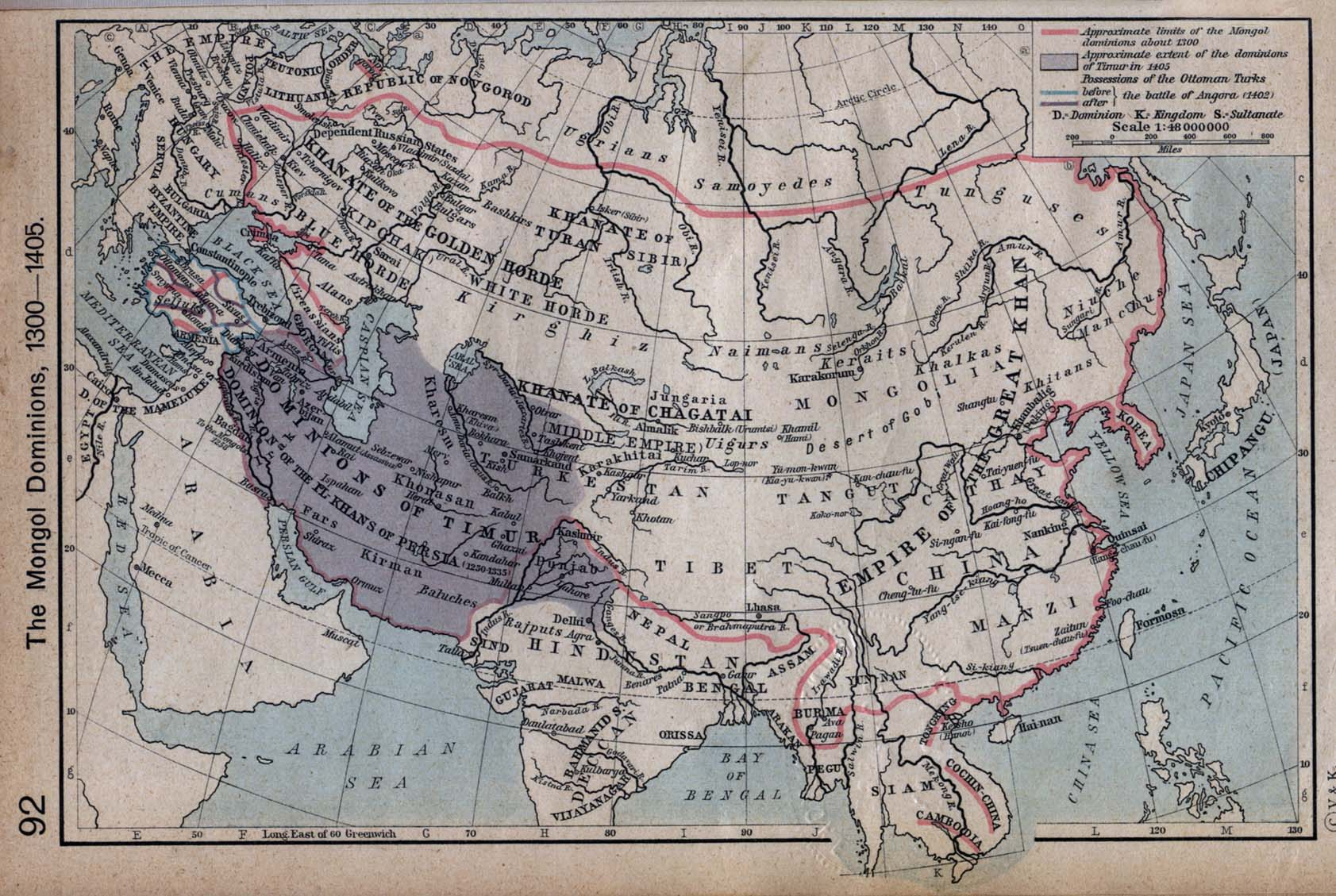
Ausdehnung des Reiches bei Timurs Tod 1405. Aus William R. Shepherds Historischem Atlas, 1923

Das Timuridenreich war das von den turko-mongolischen Timuriden eroberte und beherrschte Reich, das von 1370 bis 1507 unter anderem im Gebiet der heutigen Staaten Afghanistan, Iran und Usbekistan bestand. Begründer und bekanntester Herrscher war Timur. Hauptstadt war anfangs Samarkand, später Herat. Nach Timurs Eroberungszügen war das Reich unter seinen Nachfahren durch eine weitgehend friedliche Herrschaft geprägt. Es kam zu einer bedeutenden Blüte von Kunst, Kultur und Wissenschaft, die auch als „timuridische Renaissance“ bezeichnet wird.

## Timur

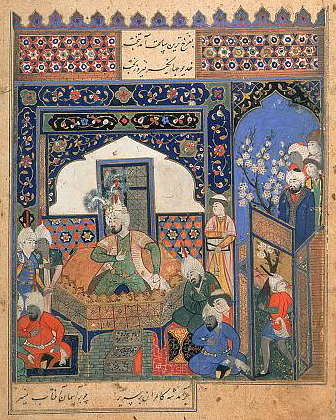
Timurs Krönung in Balch, Afghanistan

Begründer und Namensgeber der Dynastie war Timur (eigentlich Temür, genannt „Timur-i Lang“, Timur; 1336–1405), der, im Bündnis mit verschiedenen Machthabern, 1365 die Mongolen schlug und danach Transoxanien eroberte. 1370 in Balch zum Emir gekrönt und allgemein als Herrscher von Transoxanien anerkannt, regierte er im Namen zweier Tschagatai-Khane, die aber völlig entmachtet wurden (bis 1402/03).
Nachdem Timur das Tschagatai-Khanat und Choresmien unterworfen hatte, begann seit 1380 die Eroberung des Südens von Chorasan, Mittel- und West-Persiens und des Iraks, wobei lokale Dynastien wie die Kartiden, Sarbadaren, Muzaffariden und Dschalairiden beseitigt wurden. Er schlug 1394–1395 die Goldene Horde, 1400 die ägyptischen Mamluken und 1402 die Osmanen (Schlacht bei Ankara) und sicherte dadurch das Reich einige Zeit gegen mächtige Gegner. Auch das Sultanat von Delhi wurde durch die Eroberung von Delhi 1398 erheblich geschwächt.
Während Timurs Feldzüge zu erheblichen Zerstörungen führten, wurde die Hauptstadt Samarkand prächtig ausgebaut und durch die Förderung von Kunst und Kultur zu einem bedeutenden Kulturzentrum in Mittelasien. Timurs Verwaltungstätigkeit entsprach aber nicht dem Ausmaß seiner Eroberungen und Zerstörungen in den Nachbarländern. In mehreren Staaten und Gebieten begnügte er sich mit der Einsetzung eines ihm genehmen Herrschers oder mit der Anerkennung seiner Oberherrschaft.
Wirtschaftliche Überlegungen und Planungen lassen sich nicht erkennen, abgesehen von der Fürsorge für einige transoxanische Städte oder der gelegentlichen Wiederherstellung zerstörter Bewässerungsanlagen. Selbst das Empfinden für die Notwendigkeit einer längerfristig orientierten Verwaltung scheint bei ihm nicht sonderlich ausgeprägt gewesen zu sein. Als Ersatz für derartige Maßnahmen diente ihm die Furcht vor dem Terror, mit dem die Unterworfenen im Falle einer Auflehnung zu rechnen hatten. Trotzdem verzeichnet man in Iran und Transoxanien eine Verwaltung, besetzt mit Timurs Söhnen und Enkeln oder auch verdienten Militärführern. Sie war uneinheitlich bemessen und organisiert. So gab es große und kleine Statthalterschaften, erblich oder auch nur auf Zeit verliehen, steuerbefreit oder auch nicht. Die Organisation ließ dem Herrscher auch weitreichende Eingriffsmöglichkeiten offen, z. B. indem den Statthaltern nur kleine Kontingente der jeweils ausgehobenen Truppen unterstellt wurden.
Mit dem Ableben Timurs wurde die Schwäche seines Herrschaftssystems sofort offensichtlich: Obwohl er einen Nachfolger bestimmt hatte, konnten mehrere Prinzen Ansprüche auf den Thron anmelden, und zwar einfach deswegen, weil die Herrschaft eine private Verfügungsgewalt war und keiner von der Bevölkerung getragenen politischen Organisation unterlag. Dieses Manko rücksichtslosen Familienstreits konnten die Timuriden nie beseitigen.

## Schah Ruch und Ulugh Beg
Timur Lenks Sohn Schah Ruch, obwohl zunächst als zu friedfertig, fromm und bescheiden eingeschätzt, konnte sich ab 1405 in Chorasan und im Mai 1409 gegen Chalil Sultan ibn Miran Schah (* 1384) durchsetzen.
Schah Ruch verbesserte die Organisation in seinem Reich, um ein Auseinanderbrechen zu verhindern. Er machte Herat zu seiner Hauptstadt, kümmerte sich hauptsächlich um Chorasan und ernannte Persisch zur Amtssprache. Er musste sich mit Timurs alten Gegnern, den Qara Qoyunlu auseinandersetzen, die 1408 von Miran Schah bei Täbris besiegt wurden und zwei Jahre später Bagdad von den Dschalairiden erobert hatten. Sie erkannten schließlich seine Oberherrschaft an, blieben aber trotzdem unruhig. Die unzuverlässigen Timuridenprinzen versetzte Schah Ruch wiederholt von einem Statthalterposten auf den nächsten. Trotzdem kam es beispielsweise in Fars und in Kirman zu Rebellionen. Im März 1447, drei Monate nach der Bekämpfung eines Aufstandes seines Enkels Sultan Muhammad, verstarb Schah Ruch durch Krankheit in seinem Winterlager in Rey.
Schah Ruchs vier Jahrzehnte andauernde Regierungszeit gilt als erfolgreich und überwiegend friedlich: Kunst und Kultur erblühten, so Architektur, Malerei und Kalligraphie, Dichtkunst, Mathematik und Astronomie, Recht und Theologie. Herats Beiname „das Florenz Asiens“ geht auf diese Jahre zurück. Die kulturelle Entwicklung ist allerdings nicht allein dem Herrscher zuzuschreiben, sondern auch seiner einflussreichen Frau Gauhar-Schad, die zahlreiche Gebäude aus eigenen Mitteln errichten ließ und an ihrem Hof Literatur und Malerei förderte. Umfassende diplomatische und wirtschaftliche Kontakte nach Ägypten, Indien, Ming-China und zur Goldenen Horde wurden geknüpft. Schah Ruch zeigte im Gegensatz zu seinem Vater und seinem Sohn Ulugh Beg keine Neigung zur mongolischen Tradition und bevorzugte die islamische Rechtsprechung. Laut Thomas W. Lentz und Glenn D. Lowry wird Schah Ruch in dynastischen Chroniken als vorbildlicher muslimischer Herrscher gepriesen, der einen Großteil der durch seinen Vater angerichteten physischen und psychologischen Schäden wiedergutmachte.
Die alte Hauptstadt Samarkand hatte Schah Ruch seinem Sohn Ulugh Beg überlassen, der dort als halbautonomer Landesfürst regierte, jedoch nach Streitigkeiten mit seinem Sohn Abd al-Latif gestürzt und im Herbst 1449 ermordet wurde.

## Abu l-Qasim Babur und Abu Sa'id

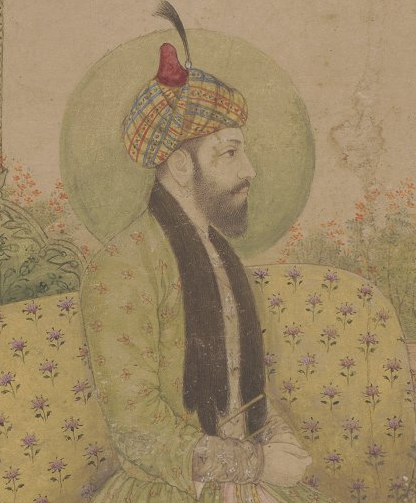
Bild von Abu Sa'id aus dem 18. Jahrhundert

Beim Sturz Ulugh Begs und der Ermordung Abd al-Latifs im Mai 1450 zeigte sich wieder die problematische innere Situation des Timuridenreiches: mehrere Thronanwärter standen innerhalb weniger Jahre gegeneinander. In Buchara wurde Abu Sa'id b. Muhammad b. Miran Schah (reg. 1451–1469) zum Herrscher ausgerufen und konnte sich mit Hilfe des usbekischen Herrschers Abu'l-Chair in Transoxanien durchsetzen. In Herat herrschte nun Abu l-Qasim Babur ibn Baisonqur ibn Schah Ruch (reg. 1447–1457). Beide einigten sich nach einem Vorstoß auf Balch und einem Gegenangriff auf Samarkand 1454 auf eine gemeinsame Grenze am Amudarja.
Bereits im Herbst 1452 hatte Abu l-Qasim Babur den Westen und den Süden Persiens an die Qara Qoyunlu verloren. Nach seinem Tod 1457 kam es zu Wirren, die Abu Sa'id auszunutzen versuchte. Zunächst jedoch schlug der Qara Qoyunlu-Fürst Dschahan Schah den in Chorasan herrschenden Timuridenfürsten Ibrahim und besetzte im Juni 1458 Herat, dass er jedoch wieder aufgeben musste. Abu Sa'id eroberte im Folgejahr Herat und verlagerte seinen Regierungssitz dorthin. Der Timuridenprinz Husain ibn Mansur ibn Baiqara, ein in Choresm lebender Urenkel Umar Schaichs, belagerte 1461 Herat, als Abu Sa'id gerade in Transoxanien weilte. Ebenso unerfreulich waren die regelmäßigen Angriffe des Usbeken-Chans Abu'l-Chair, insbesondere als er 1454/55 den rebellierenden Prinzen Uwais unterstützte.
Die Herrschaft Abu Sai'ds wird günstig bewertet, da es dem Herrscher gelang, sich einige Zeit zu behaupten. Er stand den Derwischen nahe, insbesondere Ubaidullah Ahrar (gest. 1490), welcher sein wichtigster Berater wurde und ihn unter anderem zur Abschaffung der Handels- und Gewerbesteuer bewog. Sein Wesir Qutb ad-Din Simnani bemühte sich um die Landwirtschaft, doch scheint dieses Interesse erst durch bäuerliche Rebellionen ausgelöst worden zu sein. Abu Saids Hauptstütze war ein Turkmenenstamm, aber er band auch Leute unterschiedlicher Herkunft an sich, indem er (nicht erbliche) Lehen in großer Zahl vergab.
Im Frühjahr 1468 zog Abu Sa'id nach Aserbaidschan, nachdem Dschahan Schah bei einer Auseinandersetzung mit anderen Turkmenen, den Aq Qoyunlu Uzun Hasans, ums Leben gekommen war. Abu Sa'id fand zwar Verbündete unter den Turkmenenfürsten, aber der Feldzug erfolgte so ungestüm, dass er abgeschnitten wurde und sein Heer in einem harten Winter zugrunde ging. Er wurde gefangenen genommen, einem gegnerischen Timuridenprinzen ausgeliefert und hingerichtet (Februar 1469).

## Husain ibn Mansur ibn Baiqara und Sultan Ahmad ibn Abi Said

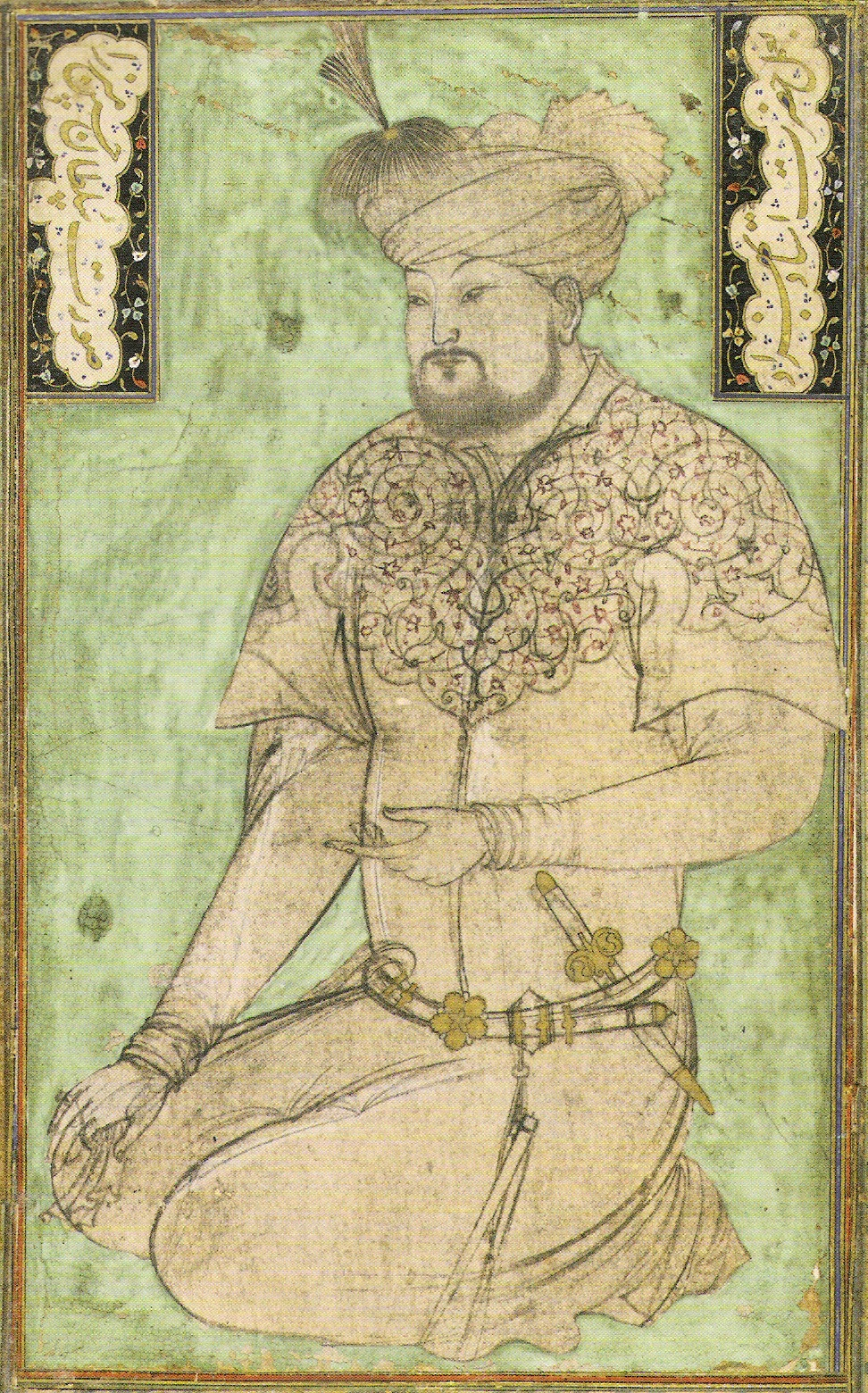
Husain Baiqara

In Herat (d. h. in Chorasan) kam nach Abu Sa'ids Tod Husain ibn Mansur ibn Baiqara (kurz: Husain Baiqara, reg. 1470–1506) an die Macht. Er besetzte im März 1469 Herat und wies nach einem anfänglichen Misserfolg die Einmischung des Aq-Qoyunlu-Fürsten Uzun Hasan (reg. 1453–1478) zurück, der 1470 den Timuriden Yadgar Muhammad auf den Herater Thron gesetzt hatte. Danach waren beide Seiten auf gutnachbarliche Beziehungen bedacht. Gegen Ende seines Lebens bekam er Probleme mit seinen Söhnen: Sie erhoben sich und 1499 belagerte der Älteste Herat. Der gleichzeitige Aufstieg der Usbeken und Safawiden um 1500 beunruhigte Husain und er suchte die Konfrontation so lange wie möglich hinauszuschieben.
Husains Herrschaft wird als friedlich eingeschätzt und gilt als Höhepunkt der künstlerischen und kulturellen Entwicklung der Timuridenzeit, wofür besonders der Name Mir Ali Scher Nava'i (gest. 1501) steht – ein Staatsbeamter und Dichter, dessen Beziehung zum Herrscher allerdings nicht ungetrübt war. Weitere bekannte Namen sind der Dichter Dschami und der Miniaturmaler Behzad.
Samarkand (d. h. Transoxanien) fiel an Abu Saids Sohn Sultan Ahmad (reg. 1469–1494) und danach an dessen Bruder Mahmud (reg. 1494/95). Sultan Ahmad war nicht in der Lage, sich der Einmischung des Tschagatai-Chans Yunus (reg. 1462–1487) zu entziehen. Yunus unterstützte Sultan Ahmads Bruder Umar Schaich (der Vater Baburs), der sich im Ferghanatal festgesetzt und eine seiner Töchter geheiratet hatte.

## Das Ende

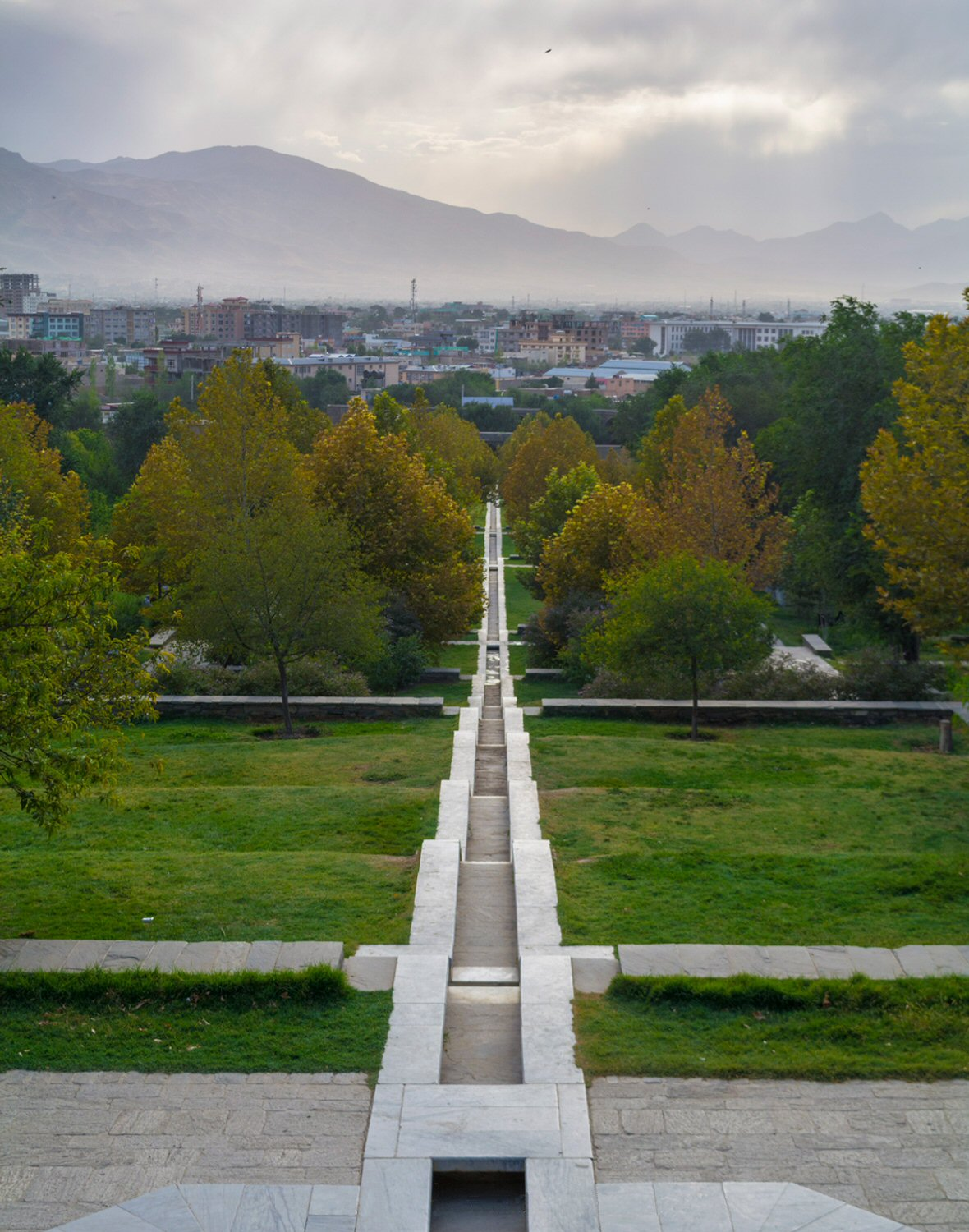
Der Garten Bag-e Babur in Kabul

Nach Sultan Ahmads Tod 1494 kam es zu Thronstreitigkeiten, die zu mehreren Machtwechseln in Samarkand führten und von dem usbekischen Khan Mohammed Scheibani ausgenutzt wurden: im Jahr 1500 eroberte er die Stadt. Dem Timuridenprinzen Babur gelang es 1500/01 nur kurz, Samarkand in einem Handstreich zurückzuerobern. Husain in Herat starb im Mai 1506, noch vor der Konfrontation mit Muhammad Schaibani. Weder Husains Söhne noch Babur waren dem neuen Eroberer gewachsen, sodass die Timuridenherrschaft im Folgejahr auch in Herat zu Ende ging.
Babur ging zunächst ins heutige Afghanistan und machte Kabul zu seiner Hauptstadt. Während die Stadt wirtschaftlich und kulturell florierte, kam es im Umland zu Aufständen der Paschtunen. Neben militärischen Gegenmaßnahmen bemühte Babur sich auf diplomatischem Wege um Bündnisse mit paschtunischen Stämmen. Zu seinen wichtigsten Verbündeten gehörten die Yusufzai. Um die Beziehungen zu ihnen zu stärken, heiratete er 1519 Bibi Mubarika Yusufzai, die Tochter des Stammesführers Malik Schah Mansur. Mir Jamal, ein Bruder Mubarikas, unterstützte Babur später auf seinem Feldzug nach Indien und bekleidete im Mogulreich hohe Ämter unter Humayun und Akbar. 
1526 eroberte Babur das Sultanat von Delhi und begründete das Reich der Großmoguln. Er starb 1530 in Agra und wurde 1547 in seine Lieblingsstadt Kabul überführt, wo für ihn in seinem Garten Bagh-e Babur ein Mausoleum errichtet wurde. Kabul blieb Teil des Mogulreiches bis zur Einnahme der Stadt durch Nader Schah im Jahr 1738.

## Wirtschaft, Kultur und Kunst

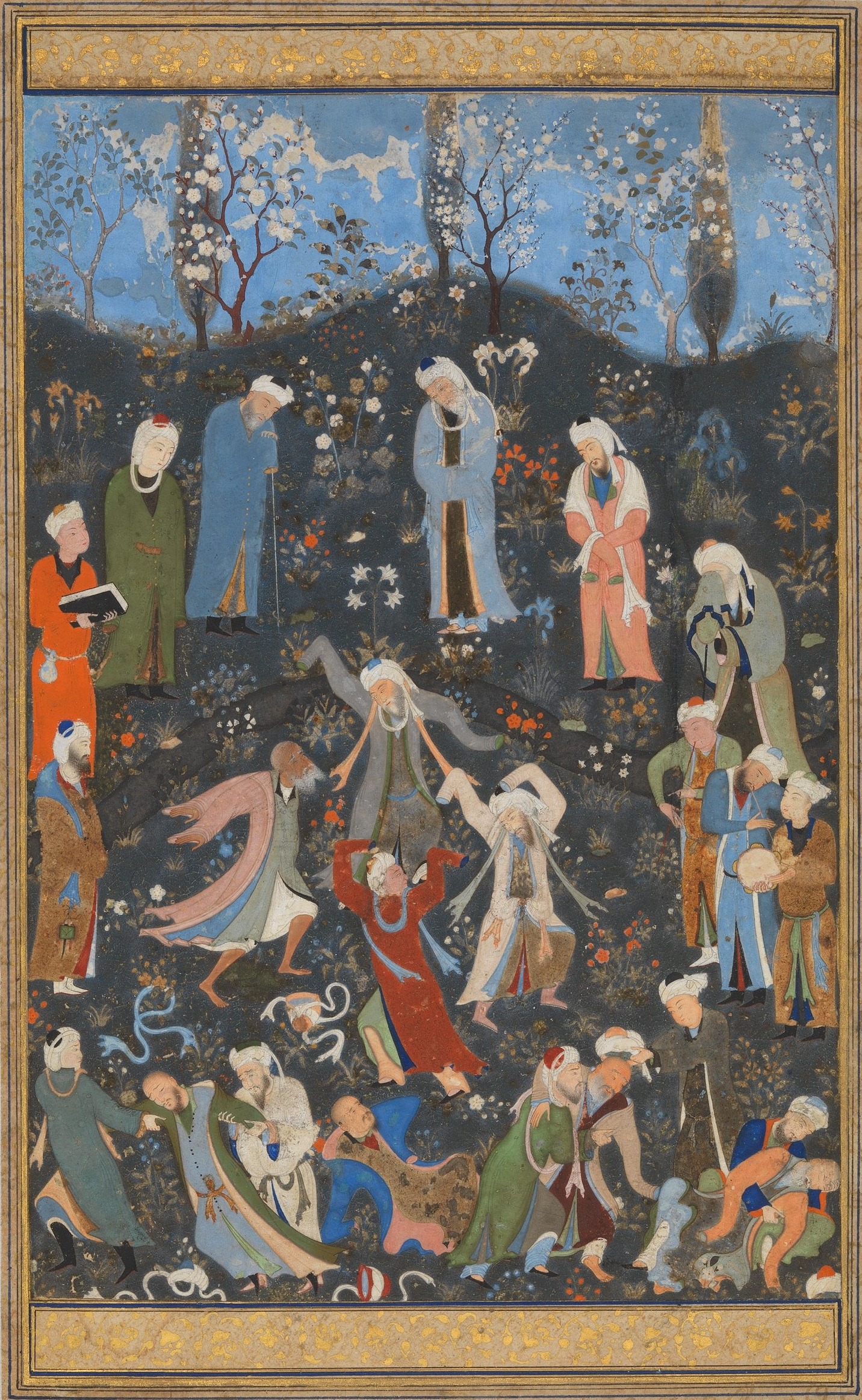
Sufi-Tanz (Samā), Miniatur von Behzād (etwa 1490). Als zentrale Gestalt im Hintergrund ist Dschāmi abgebildet. Bei der Gestalt links daneben mit Stock handelt es sich vermutlich um Mir ʿAli Schir Nawāʾi.

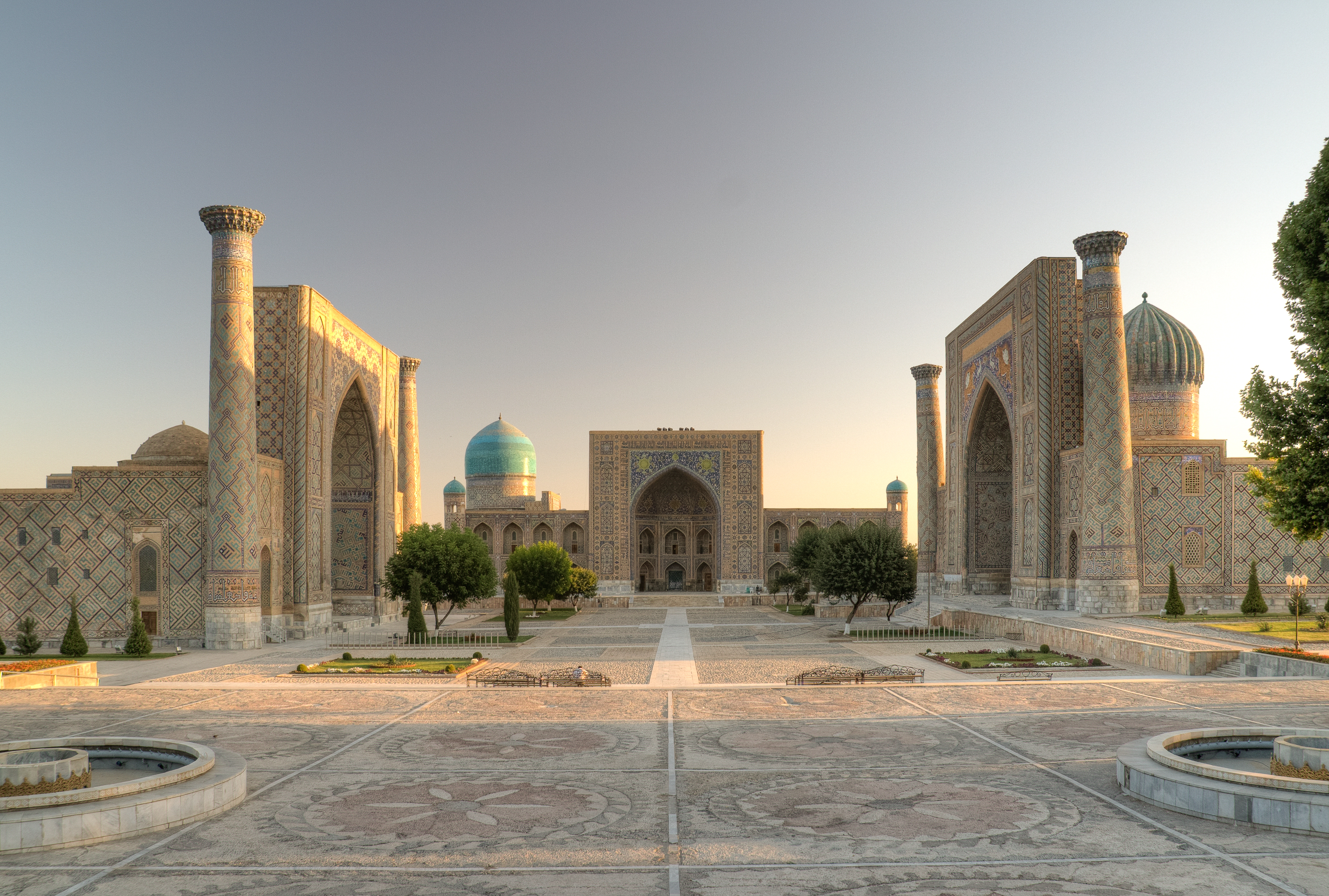
Der Registan-Platz in Samarkand

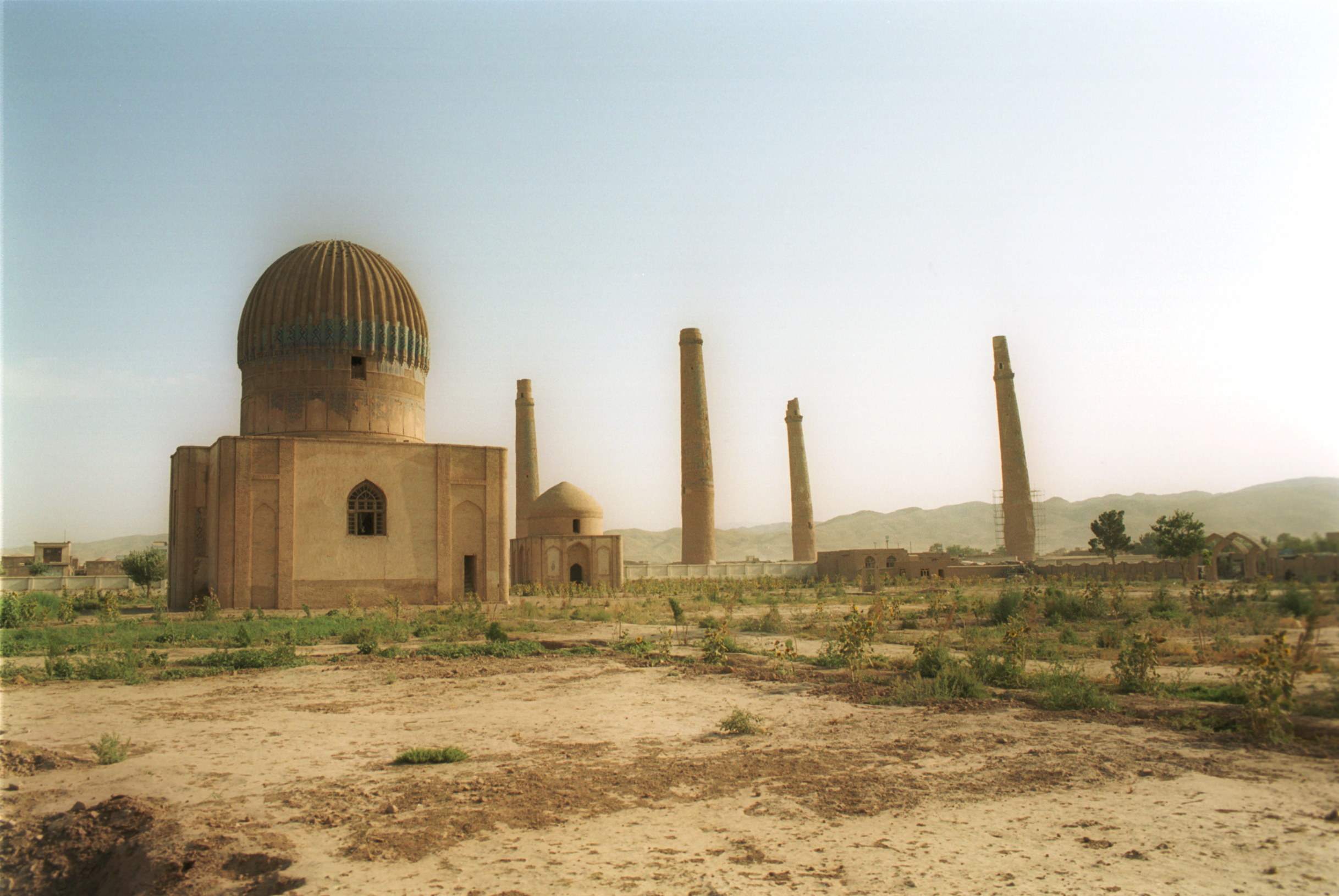
Gauhar-Schads Mausoleum aus dem Jahr 1432 (links) vor jenem Nawa'is (mittig) und den Minaretten der 1492/93 errichteten Madrasa des Husain ibn Mansur ibn Baiqara (rechts) in Herat

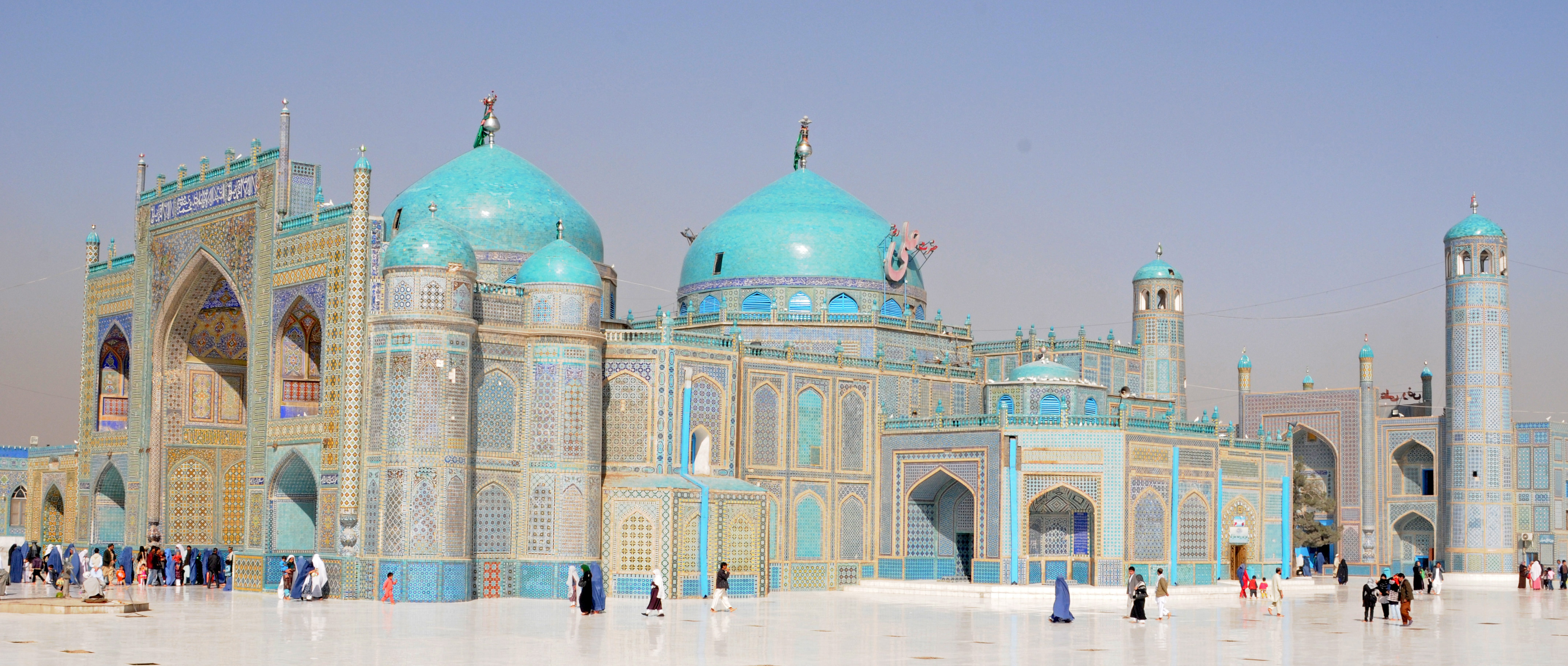
Die unter Baiqara erbaute Blaue Moschee in Masar-e Scharif

Timur wird zwar als grausamer und zerstörungswütiger als die Mongolenfürsten eingeschätzt, aber sein Verhalten war nicht nachhaltig, denn unter seinen Nachkommen erfolgte keine Umwandlung von Acker- in Weideland; auch zeigten die Timuriden keine Verachtung der Landwirtschaft – im Gegenteil. Nach Wiederherstellung der öffentlichen Ordnung blieben so die wirtschaftlichen Voraussetzungen für einen Wiederaufbau der Zerstörungen, die Instandsetzung der Bewässerungsanlagen und die allgemeine Entwicklung der Gebiete erhalten. Schon bald bemühte sich jeder Teilfürst, seine Hofhaltung und seinen Herrschaftsbereich zum Erblühen zu bringen.
Dennoch waren die Lebensbedingungen der Bevölkerung im 15. Jahrhundert aufgrund der Einfälle von Turkmenen und Usbeken sowie durch militärische Auseinandersetzungen im Rahmen von Erbfolgestreitigkeiten belastet. Die Naturalabgaben, Handels- und Gewerbesteuern wurden zwar oft ermäßigt, aufgehoben oder einfach nur umbenannt, aber sie waren weiterhin vorhanden, und die Erleichterungen hielten nicht lange an. Die unsicheren Lebensverhältnisse erzeugten einen Rückgang der Bevölkerungsdichte in Chorasan, wovon eine Vergrößerung der Verwaltungseinheiten zeugt.
Unter den Timuriden kam es zu einem erheblichen kulturellen Aufschwung in Mittelasien und Chorasan. Insbesondere durch ihre literarisch interessierte Geisteshaltung vermischten sich die turkomongolischen Traditionen mit der iranisch-islamischen Kultur. Es entstand Literatur in Persisch und Tschagataisch, den beiden linguae francae der timuridischen Elite, sowie in Arabisch, der traditionellen Sprache der islamischen Welt. Offizielle Hof-, Administrations- und Gelehrtensprache der Timuriden war aber Persisch.
An den Dichtern der osttürkischen Sprache sind Sakkākī (Hofdichter Chalil Sultans und Ulugh Begs), Lutfī (gest. 1463) und vor allem Mir Ali Scher Nawa'i (gest. 1501) zu nennen. Zu den Dichtern der persischen Sprache siehe: Persische Literatur. Hervorzuheben ist hier ganz besonders Dschami (gest. 1492).
Die türkischsprachigen Autoren haben in der Regel auch persische Arbeiten vorzuweisen, sodass von einer Konkurrenz keine Rede sein kann. Außer der Sprache gibt es praktisch keine Unterschiede in Themenwahl und Form, abgesehen von einer stärkeren Vorliebe für Themen der Volksliteratur im Türkischen. Beliebte Themen waren das romantische Epos und das Heldenepos sowie Liebeslyrik. Verzeichnet wird auch eine Zunahme der mystischen Dichtung (Nimat Allah-i Vali, gest. 1431 und Qasim al-Anwar, gest. 1433/4). Das war bedingt durch das Aufkommen religiöser Orden in den Nöten der Zeit und die Nähe vieler Timuriden zum Sufismus. Eine besonders große Rolle am Herater Hof spielte der Naqschbandīya-Orden.
Die Anfänge der kulturellen und künstlerischen Blüte unter Timur werden auch mit der Verschleppung hunderter Künstler, Handwerker und sonstiger nützlicher Personen aus allen eroberten Ländern begründet. Die bildende Kunst zur Timuridenzeit zeigt nicht zuletzt deswegen noch Einflüsse mehrerer Kulturen, auch wenn der persische Geschmack (z. B. Herater Handschriften aus Schah Ruchs Zeit, Behzads Miniaturen) insgesamt vorherrschend war und sich dann auch auf die Usbekenzeit vererbte.
Ein Beispiel für die vielen Einflüsse sind mittelasiatische Kopien chinesischer Motive in der Malerei (fliegende Drachen, Lohans mit Hund, Kranich) und der chinesische Stil im Keramik-Dekor von Nisa und Samarkand. Die Dämonenszenen und Nomadenbilder in den Siyah-Kalam-Miniaturen des 15. Jahrhunderts haben dagegen keine chinesischen oder islamischen Vorlagen, sondern unterscheiden sich in Grundidee und Stil von ihnen und verweisen eher auf die Nordvölker (z. B. Qara-Chitai). Eine herausragende Rolle als Kalligraf und Mäzen spielte der Timuridenprinz Bāisonqur, der Sohn von Schāh Ruch und Bruder Ulugh Begs.
Beherrschend unter den erhaltenen Kulturgütern ist die Architektur in Städten wie Herat, Maschhad oder Samarkand. In Samarkand stehen z. B. noch die Palastmoschee Bibi-Chanums, die Medresen am Registan-Platz und die Gräberstraße von Schah-i Sinda. Für Herat ist der Musalla-Komplex sowie das Mausoleum des Mystikers ʿAbdallāh al-Ansārī zu nennen. Der Auftraggeber war vor allem der Hof, in Herat zunächst Gauhar-Schad und ihr Sohn Bāisonqur, später auch der Staatsmann und Dichter Mir Ali Scher Nava’i.
Es gab zur Timuridenzeit eine Stadtplanung mit den wichtigsten Gebäuden im befestigten Stadtkern, mit Vorstädten, ausgebauten Hauptstraßen (wenngleich auch chaotischen Wohnvierteln) und einer aufwendigen Wasserversorgung (Kanäle, Wasserleitungen, unterirdische Reservoire). Bei den Baumaßnahmen waren spezialisierte Handwerker-Gilden am Werk. Kennzeichnend für die Bauten der Timuridenzeit ist eine Neigung zur Prachtentfaltung, die sich aufwendigen Oberflächendekor spiegelte, konkret der Verwendung von glasierten Kacheln und Ziegeln, die bis zu sieben Farben enthielten. Es existierte eine reiche Wandmalerei, von der aber nur bescheidene Reste erhalten sind. Üblich waren Kuppeln und Minarette, viele Gewölbe und eine vermehrte Zahl der Räume, sehr hohe Bögen und Fassaden, sowie einige neue konstruktive Details (z. B. Portale mit Stalaktiten). Der Gartenbau wies geometrische Formen auf, beinhaltete Wasserspiele, Parks und Wald und bildete später die Anregung für die Mogulgärten in Indien.
Neben der Baukunst, Dichtung und Malerei erlebte auch die Wissenschaft eine Hochblüte. Bekannt war unter anderem der „Astronomenprinz“ Ulugh Beg, der Sohn Schah-Ruchs, welcher die Wissenschaft über den Glauben stellte (vgl. Blütezeit des Islams) und deswegen unter maßgeblicher Beteiligung der Geistlichkeit gestürzt bzw. ermordet wurde. Ulugh Begs Observatorium mit seinem riesenhaften Sextanten (40 m Durchmesser) zur Aufstellung der Sternenpositionstabellen ist 1908 ausgegraben und seitdem rekonstruiert worden.